# 국제범죄정보센터
국제범죄정보센터(國際犯罪情報센터, Transnational Crime Information Center, TCIC)는 대한민국의 국제범죄 예방 활동을 수행하기 위하여 설립된 대한민국 국가정보원 산하기관이다.
1994년 설립되었다.

## 주요 업무
- 국제범죄조직에 관한 동향 및 색출단서 정보를 수집, 국내 유관기관에 제공
- 세계 각국의 국제범죄 대응 정책자료 및 국내 위해 요소 등을 분석하여 정책자료로 작성, 유관부처에 배포
- 국제기구 및 해외 정보 & 수사기관과 국제범죄 색출 및 차단을 위한 협력을 실시하고 있음
- 111콜센터 및 인터넷 신고 상담을 24시간 운영하고 있으며 다양한 매체를 통한 대국민 국제범죄 피해예방 활동
- 민 & 관 등 외부기관의 요청에 따라 마약 또는 위폐 등 국제범죄 대응교육을 실시하고 있음

## 같이 보기
- 대한민국 국가정보원
- 111콜센터